# Emilio Lledó
Emilio Lledó Íñigo (Sevilha, 5 de novembro de 1927) é um filósofo espanhol formado na Alemanha. Foi professor das universidades de Heidelberg, La Laguna, Barcelona e Madrid. Foi eleito membro da Real Academia Espanhola em 11 de Novembro 1993.

## Obras
- El concepto 'poiesis' en la filosofía griega (1961), reeditado por Dykinson, 2010.
- Filosofía y lenguaje (1970), Crítica, 2008.
- La filosofía, hoy, Salvat, 1975; traducido al francés, ya en 1975, por Grammont de Lausana.
- Lenguaje e historia (1978), Dykinson, 2011.
- La memoria del logos (1984), Taurus, 1996.
- El epicureísmo (1984), Taurus, 2003.
- El silencio de la escritura (1991), Espasa-Calpe, 2011.
- El surco del tiempo: meditaciones sobre el mito platónico de la escritura y la memoria (1992), Crítica, 2000. Tr. italiana como Il solco del tempo, Roma-Bari, Laterza, 1994.
- Memoria de la ética (1994), Taurus, 1995.
- Días y libros. Pequeños artículos y otras notas (1994), Junta de Castilla y León, 1995.
- Palabras entrevistas, Junta de Castilla y León, 1997.
- Imágenes y palabras: ensayos de humanidades, Taurus, 1998.
- Elogio de la infelicidad (2005), Cuatro. ediciones, 2015.
- Ser quien eres. Ensayos para una educación democrática, Prensas Universitarias de Zaragoza, 2009.
- El marco de la belleza y el desierto de la arquitectura, Biblioteca Nueva, 2009.
- El origen del diálogo y de la ética. Una introducción al pensamiento de Platón y Aristóteles, Gredos, 2011.
- La filosofía, hoy. Filosofía, lenguaje e historia, RBA, 2012.
- Los libros y la libertad, 2013, RBA, 2015
- Palabra y humanidad, KRK, 2015.
- Pensar es conversar. Diálogo entre filósofos, con Manuel Cruz, RBA, 2015.
- Fidelidad a Grecia, Cuatro. ediciones, 2015.